# Kanadaröding
Kanadaröding (Salvelinus namaycush) är en fisk i familjen laxfiskar från Nordamerika.
Kanadarödingen är en rovfisk och lever främst av fisk. Den var tidigare vanlig i Övre sjön, den största av de fem stora sjöarna och har en naturlig utbredning även i Alaska. Den växer långsamt och är långlivad, kan nå en ålder på upp till 50 år. Kanadarödingens färg varierar från näst intill silver till gröngrå eller brungrå med gulaktiga fläckar över hela fisken. Den har stor mun och buken är i motsats till rödingens aldrig röd. Den kan hybridisera med bäckröding och kallas då för splejk och med fjällröding och kallas då för kröding.

## Introducerad art
Kanadaröding har introducerats på flera platser i Asien, Europa, Oceanien och Sydamerika. I några fall har arten etablerats sig och det finns idag livskraftiga bestånd. I Sverige introducerades arten under slutet av 50-talet och i vissa vatten har arten blivit mycket framgångsrik och utgör ett hot mot inhemska arter (främst fjällröding och öring). Idén kring utsättningen var ofta att stärka vikande fiskpopulationer som fick det svårt att klara sig i kraftigt reglerade vatten, något som antogs påverka kanadarödingen, som framför allt lever på djupa delar av vatten, i mindre utsträckning.
Det svenska sportfiskerekordet för kanadaröding är 14,020kg. Fisken fångades i Björkvattnet sommaren 2022. I Nordamerika blir de dock betydligt större och det finns validerade rapporter på fiskar över 37kg, men även mer svårkontrollerade rapporter med fiskar som väger upp mot 45-46kg.